# Bangre
Bangre – gaun wikas samiti w zachodniej części Nepalu w strefie Gandaki w dystrykcie Lamjung. Według nepalskiego spisu powszechnego z 2001 roku liczył on 411 gospodarstw domowych i 2060 mieszkańców (1149 kobiet i 911 mężczyzn).